# Studioteatern
Studioteatern på Skolgatan i Malmö var Sveriges största amatörteaterförening innan den lades ner 1996, och omvandlades till Malmö Amatörteaterforum. 1995 blev Studioteatern Sveriges äldsta amatörteaterförening. Sista uppsättningen var Yvonne, prinsessa av Burgund 1995–96 på scen 1, i regi av Karin Wittenfelt och med skådespelare som Maud Nilsson, Thomaz Ransmyr, Eva Malmros och Görel Persson. Musiken till denna pjäs specialskrevs av Simon Bloomfield, ex-medlem av brittiska musikgruppen Rezillos under pseudonymen Simon Templar. Andra kända uppsättningar av Studioteatern är Cabaret (i regi av Ronny Danielsson, som även var Studioteaterns konstnärlige ledare), Spelman På Taket, Endast De Vet Det, Oliver och Aniara.
Kända skådespelare har ofta gästspelat med teatern för den goda sakens skull, exempelvis Maj Lindström och Eva Rydberg, och teaterns anseende var spritt vida utanför Skånes gränser.
2003 visades en utställning på Teatermuseet i Malmö om Studioteatern: Att tro på en omöjlig dröm.